# Lista de exoplanetas mais próximos

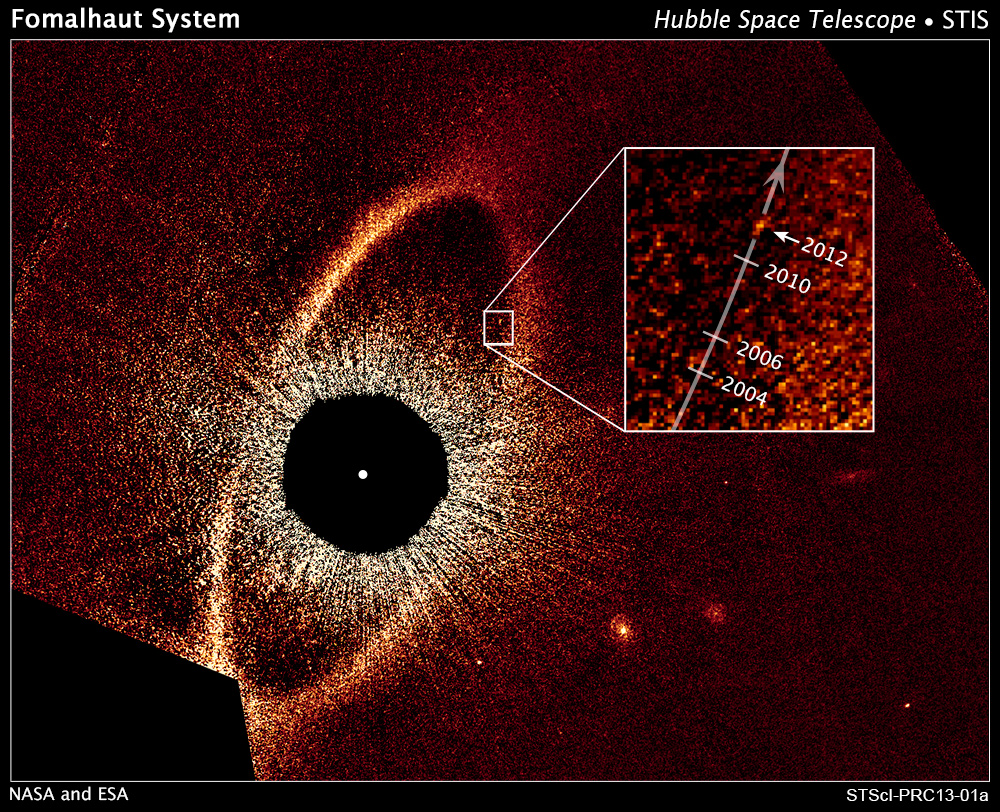
Fomalhaut b (Dagon), a 25 anos-luz de distância, com sua estrela-mãe, Fomalhaut, apagada, conforme retratado pelo Hubble em 2012. Em 2020, foi determinado que esse objeto era uma nuvem de detritos em expansão de uma colisão de asteroides, e não um planeta.

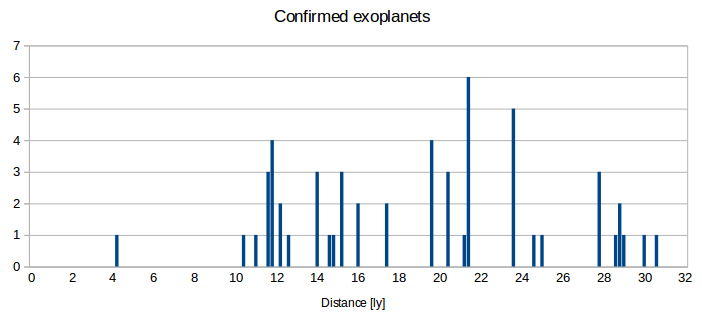
Distribuição dos exoplanetas conhecidos mais próximos em março de 2018

Existem 6.660 exoplanetas conhecidos, ou planetas fora do Sistema Solar que orbitam uma estrela, em 1.º de julho de 2024, apenas uma pequena fração deles está localizada na região do Sistema Solar Dentro de 10 parsecs (32,6 anos-luz), existem 106 exoplanetas listados como confirmados pelo NASA Exoplanet Archive. Entre as mais de 500 estrelas e anãs marrons conhecidas dentro de 10 parsecs, cerca de 60 têm sistemas planetários confirmados; 51 estrelas nessa faixa são visíveis a olho nu, oito das quais têm sistemas planetários.
O primeiro relato de um exoplaneta dentro dessa faixa foi em 1998 para um planeta orbitando ao redor de Gliese 876 (15,3 anos-luz (ly) de distância), e o mais recente, em 2024, é um ao redor de GJ 1289 (27,3 ly). Os exoplanetas mais próximos são aqueles encontrados orbitando a estrela mais próxima do Sistema Solar, que é a Proxima Centauri, a 4,25 anos-luz de distância. O primeiro exoplaneta confirmado descoberto no sistema Proxima Centauri foi o Proxima Centauri b, em 2016. A HD 219134 (21,6 ly) tem seis exoplanetas, o maior número descoberto para qualquer estrela dentro dessa faixa.
A maioria dos exoplanetas próximos conhecidos orbitam perto de suas estrelas. A maioria é significativamente maior que a Terra, mas alguns têm massas semelhantes, incluindo planetas em torno de YZ Ceti, Gliese 367 e Proxima Centauri, que podem ser menos massivos que a Terra. Vários exoplanetas confirmados têm a hipótese de serem potencialmente habitáveis, com Proxima Centauri b e GJ 1002 b (15,8 ly) considerados entre os candidatos prováveis. A União Astronômica Internacional atribuiu nomes próprios a alguns corpos extrassolares conhecidos, incluindo exoplanetas próximos, por meio do projeto NameExoWorlds. Os planetas nomeados no evento de 2015 incluem os planetas em torno de Epsilon Eridani (10,5 ly) e Fomalhaut, enquanto os planetas nomeados no evento de 2022 incluem os planetas em torno de Gliese 436, Gliese 486 e Gliese 367.

## Exoplanetas em um raio de 10 parsecs
| ° | Mercúrio, Terra e Júpiter (para fins de comparação)            |
| # | Sistemas multiplanetários confirmados                          |
| ↑ | Acredita-se que os exoplanetas sejam potencialmente habitáveis |

| Sistema estelar hospedeiro | Sistema estelar hospedeiro | Sistema estelar hospedeiro | Sistema estelar hospedeiro | Exoplaneta companheiro (na ordem a partir da estrela) | Exoplaneta companheiro (na ordem a partir da estrela) | Exoplaneta companheiro (na ordem a partir da estrela) | Exoplaneta companheiro (na ordem a partir da estrela) | Exoplaneta companheiro (na ordem a partir da estrela) | Exoplaneta companheiro (na ordem a partir da estrela) | Exoplaneta companheiro (na ordem a partir da estrela) | Exoplaneta companheiro (na ordem a partir da estrela) | Exoplaneta companheiro (na ordem a partir da estrela) | Notas e observações planetárias adicionais                                              |
| Nome                       | Distância (ly)             | Magnitude aparente (V)     | Massa (M☉)                 | Identificação                                         | Massa (MTerra)                                        | Raio (RTerra)                                         | Semieixo maior (UA)                                   | Período orbital (dia)                                 | Excentricidade                                        | Inclinação (°)                                        | Método de descoberta                                  | Ano da descoberta                                     | Notas e observações planetárias adicionais                                              |
| -------------------------- | -------------------------- | -------------------------- | -------------------------- | ----------------------------------------------------- | ----------------------------------------------------- | ----------------------------------------------------- | ----------------------------------------------------- | ----------------------------------------------------- | ----------------------------------------------------- | ----------------------------------------------------- | ----------------------------------------------------- | ----------------------------------------------------- | --------------------------------------------------------------------------------------- |
| Sol°                       | 0.000016                   | −26,7                      | 1                          | Mercúrio                                              | 0,055                                                 | 0,3829                                                | 0,387                                                 | 88,0                                                  | 0,205                                                 | —                                                     | —                                                     | —                                                     | —                                                                                       |
| Sol°                       | 0.000016                   | −26,7                      | 1                          | Terra                                                 | 1                                                     | 1                                                     | 1                                                     | 365,3                                                 | 0,0167                                                | —                                                     | —                                                     | —                                                     | —                                                                                       |
| Sol°                       | 0.000016                   | −26,7                      | 1                          | Júpiter                                               | 317,8                                                 | 10,973                                                | 5.20                                                  | 4.333                                                 | 0,0488                                                | —                                                     | —                                                     | —                                                     | —                                                                                       |
| Proxima Centauri#          | 4,2465                     | 11,13                      | 0,123                      | d                                                     | ≥0,26                                                 | —                                                     | 0,0289                                                | 5,122                                                 | 0,04                                                  | —                                                     | RV                                                    | 2022                                                  | um candidato em disputa (c [en])                                                        |
| Proxima Centauri#          | 4,2465                     | 11,13                      | 0,123                      | b↑                                                    | ≥1,07                                                 | —                                                     | 0,0486                                                | 11,19                                                 | 0,02                                                  | —                                                     | RV                                                    | 2016                                                  | um candidato em disputa (c [en])                                                        |
| Lalande 21185#             | 8,304                      | 7,52                       | 0,46                       | b [en]                                                | ≥2,69                                                 | —                                                     | 0,0788                                                | 12,94                                                 | 0,06                                                  | —                                                     | RV                                                    | 2019                                                  | 1 candidato                                                                             |
| Lalande 21185#             | 8,304                      | 7,52                       | 0,46                       | c [en]                                                | ≥13,6                                                 | —                                                     | 2,94                                                  | 2.946                                                 | 0,13                                                  | —                                                     | RV                                                    | 2021                                                  | 1 candidato                                                                             |
| Epsilon Eridani            | 10,489                     | 3,73                       | 0.781                      | Ægir                                                  | 242                                                   | —                                                     | 3,53                                                  | 2.689                                                 | 0,26                                                  | 166,5                                                 | RV                                                    | 2000                                                  | 1 planeta inferido, 1 ou possivelmente 2 discos de detritos internos e um disco externo |
| Lacaille 9352#             | 10,724                     | 7,34                       | 0,489                      | b [en]                                                | ≥4,2                                                  | —                                                     | 0,068                                                 | 9,262                                                 | 0,03                                                  | —                                                     | RV                                                    | 2019                                                  | 1 candidato                                                                             |
| Lacaille 9352#             | 10,724                     | 7,34                       | 0,489                      | c [en]                                                | ≥7,6                                                  | —                                                     | 0,120                                                 | 21,79                                                 | 0,03                                                  | —                                                     | RV                                                    | 2019                                                  | 1 candidato                                                                             |
| Ross 128                   | 11,007                     | 11,1                       | 0,168                      | b↑                                                    | ≥1,40                                                 | —                                                     | 0,0496                                                | 9,866                                                 | 0,12                                                  | —                                                     | RV                                                    | 2017                                                  | [ 25 ]                                                                                  |
| Groombridge 34 A#          | 11,619                     | 8,1                        | 0,38                       | b                                                     | ≥3,03                                                 | —                                                     | 0,072                                                 | 11,44                                                 | 0,09                                                  | ~54?                                                  | RV                                                    | 2014                                                  | [ 26 ] [ 27 ]                                                                           |
| Groombridge 34 A#          | 11,619                     | 8,1                        | 0,38                       | c [en]                                                | ≥36                                                   | —                                                     | 5,4                                                   | 7.600                                                 | 0,27                                                  | ~54?                                                  | RV                                                    | 2018                                                  | [ 26 ] [ 27 ]                                                                           |
| Epsilon Indi A             | 11,867                     | 4,83                       | 0,762                      | b [en]                                                | 941                                                   | —                                                     | 11,08                                                 | 15.700                                                | 0,42                                                  | 98,7                                                  | RV                                                    | 2018                                                  | [ 22 ] [ 28 ]                                                                           |
| Tau Ceti#                  | 11,912                     | 3,50                       | 0,78                       | g [en]                                                | ≥1,75                                                 | —                                                     | 0,133                                                 | 20,0                                                  | 0,06                                                  | ~35?                                                  | RV                                                    | 2017                                                  | 4 candidatos em disputa                                                                 |
| Tau Ceti#                  | 11,912                     | 3,50                       | 0,78                       | h [en]                                                | ≥1,8                                                  | —                                                     | 0,243                                                 | 49,4                                                  | 0,23                                                  | ~35?                                                  | RV                                                    | 2017                                                  | 4 candidatos em disputa                                                                 |
| Tau Ceti#                  | 11,912                     | 3,50                       | 0,78                       | e                                                     | ≥3,9                                                  | —                                                     | 0,538                                                 | 163                                                   | 0,18                                                  | ~35?                                                  | RV                                                    | 2017                                                  | 4 candidatos em disputa                                                                 |
| Tau Ceti#                  | 11,912                     | 3,50                       | 0,78                       | f                                                     | ≥3,9                                                  | —                                                     | 1,33                                                  | 640                                                   | 0,16                                                  | ~35?                                                  | RV                                                    | 2017                                                  | 4 candidatos em disputa                                                                 |
| GJ 1061#                   | 11,984                     | 7,52                       | 0,113                      | b                                                     | ≥1,37                                                 | —                                                     | 0,021                                                 | 3,204                                                 | <0,31                                                 | —                                                     | RV                                                    | 2019                                                  | duas soluções para a órbita de d                                                        |
| GJ 1061#                   | 11,984                     | 7,52                       | 0,113                      | c↑                                                    | ≥1,74                                                 | —                                                     | 0,035                                                 | 6,689                                                 | <0,29                                                 | —                                                     | RV                                                    | 2019                                                  | duas soluções para a órbita de d                                                        |
| GJ 1061#                   | 11,984                     | 7,52                       | 0,113                      | d↑                                                    | ≥1,64                                                 | —                                                     | 0,054                                                 | 13,03                                                 | <0,53                                                 | —                                                     | RV                                                    | 2019                                                  | duas soluções para a órbita de d                                                        |
| YZ Ceti#                   | 12,122                     | 12,1                       | 0,130                      | b [en]                                                | ≥0,70                                                 | —                                                     | 0,0163                                                | 2,021                                                 | 0,06                                                  | —                                                     | RV                                                    | 2017                                                  | [ 35 ]                                                                                  |
| YZ Ceti#                   | 12,122                     | 12,1                       | 0,130                      | c [en]                                                | ≥1,14                                                 | —                                                     | 0,0216                                                | 3,060                                                 | 0,0                                                   | —                                                     | RV                                                    | 2017                                                  | [ 35 ]                                                                                  |
| YZ Ceti#                   | 12,122                     | 12,1                       | 0,130                      | d [en]                                                | ≥1,09                                                 | —                                                     | 0,0285                                                | 4,656                                                 | 0,07                                                  | —                                                     | RV                                                    | 2017                                                  | [ 35 ]                                                                                  |
| Estrela de Luyten#         | 12,348                     | 11,94                      | 0,29                       | c                                                     | ≥1,18                                                 | —                                                     | 0,0365                                                | 4,723                                                 | 0,10                                                  | —                                                     | RV                                                    | 2017                                                  | [ 23 ] [ 36 ]                                                                           |
| Estrela de Luyten#         | 12,348                     | 11,94                      | 0,29                       | b [en]↑                                               | ≥2,89                                                 | —                                                     | 0,0911                                                | 18,65                                                 | 0,17                                                  | —                                                     | RV                                                    | 2017                                                  | [ 23 ] [ 36 ]                                                                           |
| Estrela de Luyten#         | 12,348                     | 11,94                      | 0,29                       | d                                                     | ≥10,8                                                 | —                                                     | 0,712                                                 | 414                                                   | 0,17                                                  | —                                                     | RV                                                    | 2019                                                  | [ 23 ] [ 36 ]                                                                           |
| Estrela de Luyten#         | 12,348                     | 11,94                      | 0,29                       | e                                                     | ≥9,3                                                  | —                                                     | 0,849                                                 | 542                                                   | 0,03                                                  | —                                                     | RV                                                    | 2019                                                  | [ 23 ] [ 36 ]                                                                           |
| Estrela de Teegarden#      | 12,497                     | 15,40                      | 0,08                       | b↑                                                    | ≥1,16                                                 | —                                                     | 0,0259                                                | 4,906                                                 | 0,03                                                  | —                                                     | RV                                                    | 2019                                                  | [ 37 ] [ 38 ]                                                                           |
| Estrela de Teegarden#      | 12,497                     | 15,40                      | 0,08                       | c [en]↑                                               | ≥1,05                                                 | —                                                     | 0,0455                                                | 11,42                                                 | 0,04                                                  | —                                                     | RV                                                    | 2019                                                  | [ 37 ] [ 38 ]                                                                           |
| Estrela de Teegarden#      | 12,497                     | 15,40                      | 0,08                       | d                                                     | ≥0,82                                                 | —                                                     | 0,0791                                                | 26,13                                                 | 0,07                                                  | —                                                     | RV                                                    | 2024                                                  | [ 37 ] [ 38 ]                                                                           |
| Wolf 1061#                 | 14,050                     | 10,1                       | 0,25                       | b                                                     | ≥1,91                                                 | —                                                     | 0,0375                                                | 4,887                                                 | 0,15                                                  | —                                                     | RV                                                    | 2015                                                  | [ 36 ]                                                                                  |
| Wolf 1061#                 | 14,050                     | 10,1                       | 0,25                       | c↑                                                    | ≥3,41                                                 | —                                                     | 0,0890                                                | 17,87                                                 | 0,11                                                  | —                                                     | RV                                                    | 2015                                                  | [ 36 ]                                                                                  |
| Wolf 1061#                 | 14,050                     | 10,1                       | 0,25                       | d                                                     | ≥7,7                                                  | —                                                     | 0,470                                                 | 217                                                   | 0,55                                                  | —                                                     | RV                                                    | 2015                                                  | [ 36 ]                                                                                  |
| TZ Arietis                 | 14,578                     | 12,30                      | 0,14                       | b                                                     | ≥67                                                   | —                                                     | 0,88                                                  | 771                                                   | 0,46                                                  | —                                                     | RV                                                    | 2019                                                  | 2 candidatos refutados                                                                  |
| Gliese 687#                | 14,839                     | 9,15                       | 0,41                       | b                                                     | ≥17,2                                                 | —                                                     | 0,163                                                 | 38,14                                                 | 0,17                                                  | —                                                     | RV                                                    | 2014                                                  | [ 23 ] [ 39 ]                                                                           |
| Gliese 687#                | 14,839                     | 9,15                       | 0,41                       | c                                                     | ≥16,0                                                 | —                                                     | 1,165                                                 | 728                                                   | 0,40                                                  | —                                                     | RV                                                    | 2019                                                  | [ 23 ] [ 39 ]                                                                           |
| Gliese 674                 | 14,849                     | 9,38                       | 0.35                       | b                                                     | ≥11,1                                                 | —                                                     | 0,039                                                 | 4,694                                                 | 0,20                                                  | —                                                     | RV                                                    | 2007                                                  | [ 41 ]                                                                                  |
| Gliese 876#                | 15,238                     | 10,2                       | 0,33                       | d                                                     | 6,68                                                  | —                                                     | 0,0210                                                | 1,938                                                 | 0,04                                                  | 56,7                                                  | RV                                                    | 2005                                                  | [ 42 ]                                                                                  |
| Gliese 876#                | 15,238                     | 10,2                       | 0,33                       | c                                                     | 235                                                   | —                                                     | 0,1309                                                | 30,10                                                 | 0,26                                                  | 56,7                                                  | RV                                                    | 2000                                                  | [ 42 ]                                                                                  |
| Gliese 876#                | 15,238                     | 10,2                       | 0,33                       | b                                                     | 749                                                   | —                                                     | 0,2098                                                | 61,10                                                 | 0,03                                                  | 56,7                                                  | RV                                                    | 1998                                                  | [ 42 ]                                                                                  |
| Gliese 876#                | 15,238                     | 10,2                       | 0,33                       | e                                                     | 16                                                    | —                                                     | 0,3355                                                | 123,6                                                 | 0,05                                                  | 56,7                                                  | RV                                                    | 2010                                                  | [ 42 ]                                                                                  |
| GJ 1002#                   | 15,806                     | 13,84                      | 0,12                       | b [en]↑                                               | ≥1,08                                                 | —                                                     | 0,0457                                                | 10,35                                                 | —                                                     | —                                                     | RV                                                    | 2022                                                  | [ 43 ]                                                                                  |
| GJ 1002#                   | 15,806                     | 13,84                      | 0,12                       | c↑                                                    | ≥1,36                                                 | —                                                     | 0,0738                                                | 21,2                                                  | —                                                     | —                                                     | RV                                                    | 2022                                                  | [ 43 ]                                                                                  |
| Gliese 832                 | 16,200                     | 8,67                       | 0,45                       | b                                                     | 315                                                   | —                                                     | 3,7                                                   | 3,853                                                 | 0,05                                                  | 51 ou 134                                             | RV                                                    | 2008                                                  | 1 candidato refutado                                                                    |
| GJ 3323 [en]#              | 17,531                     | 12,2                       | 0,164                      | b [en]                                                | ≥2,0                                                  | —                                                     | 0,0328                                                | 5,36                                                  | 0,2                                                   | —                                                     | RV                                                    | 2017                                                  | [ 36 ]                                                                                  |
| GJ 3323 [en]#              | 17,531                     | 12,2                       | 0,164                      | c [en]                                                | ≥2,3                                                  | —                                                     | 0,126                                                 | 40,5                                                  | 0,2                                                   | —                                                     | RV                                                    | 2017                                                  | [ 36 ]                                                                                  |
| Gliese 251 [en]            | 18,215                     | 9,65                       | 0.372                      | b                                                     | ≥4,0                                                  | —                                                     | 0,0818                                                | 14,2                                                  | 0,10                                                  | —                                                     | RV                                                    | 2020                                                  | [ 46 ]                                                                                  |
| Gliese 229 [en] A#         | 18,791                     | 8,14                       | 0,58                       | c↑                                                    | ≥7,3                                                  | —                                                     | 0,339                                                 | 122                                                   | 0,19                                                  | —                                                     | RV                                                    | 2020                                                  | Ab não confirmado até 2020                                                              |
| Gliese 229 [en] A#         | 18,791                     | 8,14                       | 0,58                       | b                                                     | ≥8,5                                                  | —                                                     | 0,898                                                 | 526                                                   | 0,10                                                  | —                                                     | RV                                                    | 2014                                                  | Ab não confirmado até 2020                                                              |
| Gliese 752 [en] A          | 19.292                     | 9,13                       | 0,46                       | b                                                     | ≥12,2                                                 | —                                                     | 0.343                                                 | 106                                                   | 0,10                                                  | —                                                     | RV                                                    | 2018                                                  | [ 48 ] [ 49 ]                                                                           |
| 82 G. Eridani#             | 19,704                     | 4,26                       | 0,85                       | b                                                     | ≥2,0                                                  | —                                                     | 0,13                                                  | 18,3                                                  | 0,09                                                  | —                                                     | RV                                                    | 2011                                                  | 5 candidatos em disputa                                                                 |
| 82 G. Eridani#             | 19,704                     | 4,26                       | 0,85                       | d                                                     | ≥4,7                                                  | —                                                     | 0,37                                                  | 89,6                                                  | 0,13                                                  | —                                                     | RV                                                    | 2011                                                  | 5 candidatos em disputa                                                                 |
| Gliese 555 [en]            | 20,395                     | 11,32                      | 0,29                       | b                                                     | ≥5,5                                                  | —                                                     | 0,142                                                 | 36,1                                                  | 0,08                                                  | —                                                     | RV                                                    | 2023                                                  | 1 candidato                                                                             |
| EQ Pegasi [en] A           | 20,400                     | 10,38                      | 0,436                      | b                                                     | 718                                                   | —                                                     | 0,643                                                 | 284                                                   | 0,35                                                  | 69,2                                                  | Astrometria                                           | 2022                                                  | [ 55 ]                                                                                  |
| Gliese 581#                | 20.549                     | 10.5                       | 0.31                       | e                                                     | ≥1,7                                                  | —                                                     | 0,0282                                                | 3,15                                                  | 0,0                                                   | ~45?                                                  | RV                                                    | 2009                                                  | 3 candidatos refutados e um disco                                                       |
| Gliese 581#                | 20.549                     | 10.5                       | 0.31                       | b                                                     | ≥16                                                   | —                                                     | 0,0406                                                | 5,37                                                  | 0,0                                                   | ~45?                                                  | RV                                                    | 2005                                                  | 3 candidatos refutados e um disco                                                       |
| Gliese 581#                | 20.549                     | 10.5                       | 0.31                       | c                                                     | ≥5,5                                                  | —                                                     | 0,072                                                 | 12,9                                                  | 0,0                                                   | ~45?                                                  | RV                                                    | 2007                                                  | 3 candidatos refutados e um disco                                                       |
| Gliese 338 [en] B          | 20,658                     | 7,0                        | 0,64                       | b                                                     | ≥10,3                                                 | —                                                     | 0,141                                                 | 24,5                                                  | 0,11                                                  | —                                                     | RV                                                    | 2020                                                  | [ 60 ]                                                                                  |
| Gliese 625 [en]            | 21,131                     | 10,2                       | 0,30                       | b                                                     | ≥2,8                                                  | —                                                     | 0,0784                                                | 14,6                                                  | ~0,1                                                  | —                                                     | RV                                                    | 2017                                                  | [ 61 ]                                                                                  |
| HD 219134#                 | 21,336                     | 5,57                       | 0,78                       | b                                                     | 4,7                                                   | 1,60                                                  | 0,0388                                                | 3,09                                                  | ~0                                                    | 85,05                                                 | RV                                                    | 2015                                                  | [ 62 ] [ 63 ] [ 64 ]                                                                    |
| HD 219134#                 | 21,336                     | 5,57                       | 0,78                       | c                                                     | 4,4                                                   | 1,51                                                  | 0,065                                                 | 6,77                                                  | 0,062                                                 | 87,28                                                 | RV                                                    | 2015                                                  | [ 62 ] [ 63 ] [ 64 ]                                                                    |
| HD 219134#                 | 21,336                     | 5,57                       | 0,78                       | d                                                     | ≥16                                                   | —                                                     | 0,237                                                 | 46,9                                                  | 0,138                                                 | ~87?                                                  | RV                                                    | 2015                                                  | [ 62 ] [ 63 ] [ 64 ]                                                                    |
| HD 219134#                 | 21,336                     | 5,57                       | 0,78                       | f                                                     | ≥7.3                                                  | —                                                     | 0,146                                                 | 22,7                                                  | 0,148                                                 | ~87?                                                  | RV                                                    | 2015                                                  | [ 62 ] [ 63 ] [ 64 ]                                                                    |
| HD 219134#                 | 21,336                     | 5,57                       | 0,78                       | g                                                     | ≥11                                                   | —                                                     | 0,375                                                 | 94,2                                                  | 0                                                     | ~87?                                                  | RV                                                    | 2015                                                  | [ 62 ] [ 63 ] [ 64 ]                                                                    |
| HD 219134#                 | 21,336                     | 5,57                       | 0,78                       | h (e)                                                 | ≥108                                                  | —                                                     | 3,11                                                  | 2.247                                                 | 0,06                                                  | ~87?                                                  | RV                                                    | 2015                                                  | [ 62 ] [ 63 ] [ 64 ]                                                                    |
| LTT 1445 [en] A#           | 22,387                     | 10,53                      | 0,26                       | c                                                     | 1,54                                                  | 1,15                                                  | 0,0266                                                | 3,12                                                  | <0,22                                                 | 87,43                                                 | Trânsito                                              | 2021                                                  | [ 65 ] [ 66 ]                                                                           |
| LTT 1445 [en] A#           | 22,387                     | 10,53                      | 0,26                       | b                                                     | 2,87                                                  | 1,30                                                  | 0,0381                                                | 5,36                                                  | <0,11                                                 | 89,68                                                 | Trânsito                                              | 2019                                                  | [ 65 ] [ 66 ]                                                                           |
| Gliese 393 [en]            | 22,953                     | 8,65                       | 0,41                       | b                                                     | ≥1,71                                                 | —                                                     | 0,0540                                                | 7,03                                                  | 0,00                                                  | —                                                     | RV                                                    | 2019                                                  | [ 23 ] [ 67 ]                                                                           |
| Gliese 667 C#              | 23,623                     | 10,2                       | 0,33                       | b                                                     | ≥5,4                                                  | —                                                     | 0,049                                                 | 7,20                                                  | 0,13                                                  | ~52?                                                  | RV                                                    | 2009                                                  | 5 candidatos em disputa                                                                 |
| Gliese 667 C#              | 23,623                     | 10,2                       | 0,33                       | c↑                                                    | ≥3,9                                                  | —                                                     | 0,1251                                                | 28,2                                                  | 0,03                                                  | ~52?                                                  | RV                                                    | 2011                                                  | 5 candidatos em disputa                                                                 |
| Gliese 514 [en]            | 24,878                     | 9,03                       | 0,53                       | b                                                     | ≥5,2                                                  | —                                                     | 0,421                                                 | 140                                                   | 0,45                                                  | —                                                     | RV                                                    | 2022                                                  | [ 71 ]                                                                                  |
| GJ 1151                    | 26,231                     | 14,01                      | 0,164                      | c                                                     | ≥10,6                                                 | —                                                     | 0,571                                                 | 390                                                   | —                                                     | —                                                     | RV                                                    | 2023                                                  | 1 candidato refutado                                                                    |
| Gliese 486 [en]            | 26,351                     | 11,395                     | 0,32                       | Su                                                    | 2,8                                                   | 1,31                                                  | 0,0173                                                | 1,47                                                  | <0,05                                                 | 88,4                                                  | Trânsito                                              | 2021                                                  | [ 76 ]                                                                                  |
| Gliese 686 [en]            | 26,613                     | 9,58                       | 0,42                       | b                                                     | ≥7,1                                                  | —                                                     | 0,097                                                 | 15,5                                                  | 0,04                                                  | —                                                     | RV                                                    | 2019                                                  | [ 23 ] [ 77 ]                                                                           |
| GJ 1289                    | 27,275                     | 12,67                      | 0,21                       | b                                                     | ≥6,3                                                  | —                                                     | 0,27                                                  | 112                                                   | 0                                                     | —                                                     | RV                                                    | 2024                                                  | [ 79 ]                                                                                  |
| 61 Virginis#               | 27,836                     | 4,74                       | 0,95                       | b                                                     | ≥6,1                                                  | —                                                     | 0,05                                                  | 4,22                                                  | 0,05                                                  | ~77?                                                  | RV                                                    | 2009                                                  | um disco de detritos                                                                    |
| 61 Virginis#               | 27,836                     | 4,74                       | 0,95                       | c                                                     | ≥17,9                                                 | —                                                     | 0,22                                                  | 38,1                                                  | 0,06                                                  | ~77?                                                  | RV                                                    | 2009                                                  | um disco de detritos                                                                    |
| 61 Virginis#               | 27,836                     | 4,74                       | 0,95                       | d                                                     | ≥10,5                                                 | —                                                     | 0,47                                                  | 123                                                   | 0,12                                                  | ~77?                                                  | RV                                                    | 2009                                                  | um disco de detritos                                                                    |
| CD Ceti                    | 28,052                     | 14,001                     | 0,161                      | b                                                     | ≥3,95                                                 | —                                                     | 0,0185                                                | 2,29                                                  | 0                                                     | —                                                     | RV                                                    | 2020                                                  | [ 80 ]                                                                                  |
| Gliese 785 [en]#           | 28,739                     | 6,13                       | 0,78                       | b                                                     | ≥17                                                   | —                                                     | 0,32                                                  | 75                                                    | 0,13                                                  | —                                                     | RV                                                    | 2010                                                  | [ 81 ]                                                                                  |
| Gliese 785 [en]#           | 28,739                     | 6,13                       | 0,78                       | c                                                     | ≥24                                                   | —                                                     | 1,18                                                  | 530                                                   | ~0,3                                                  | —                                                     | RV                                                    | 2011                                                  | [ 81 ]                                                                                  |
| Gliese 849 [en]#           | 28,750                     | 10,4                       | 0,49                       | b [en]                                                | ≥270                                                  | —                                                     | 2,26                                                  | 1.910                                                 | 0,05                                                  | —                                                     | RV                                                    | 2006                                                  | [ 23 ] [ 82 ]                                                                           |
| Gliese 849 [en]#           | 28,750                     | 10,4                       | 0,49                       | c                                                     | ≥300                                                  | —                                                     | 4,82                                                  | 5.520                                                 | 0,087                                                 | —                                                     | RV                                                    | 2006                                                  | [ 23 ] [ 82 ]                                                                           |
| Gliese 433 [en]#           | 29,605                     | 9,79                       | 0,48                       | b                                                     | ≥6,0                                                  | —                                                     | 0,062                                                 | 7,37                                                  | 0,04                                                  | —                                                     | RV                                                    | 2009                                                  | [ 23 ] [ 47 ] [ 83 ]                                                                    |
| Gliese 433 [en]#           | 29,605                     | 9,79                       | 0,48                       | d                                                     | ≥5,2                                                  | —                                                     | 0,178                                                 | 36,1                                                  | 0,07                                                  | —                                                     | RV                                                    | 2020                                                  | [ 23 ] [ 47 ] [ 83 ]                                                                    |
| Gliese 433 [en]#           | 29,605                     | 9,79                       | 0,48                       | c                                                     | ≥32                                                   | —                                                     | 4,82                                                  | 5.090                                                 | 0,12                                                  | —                                                     | RV                                                    | 2012                                                  | [ 23 ] [ 47 ] [ 83 ]                                                                    |
| HD 102365 A                | 30,396                     | 4,89                       | 0,85                       | b                                                     | ≥16                                                   | —                                                     | 0,46                                                  | 122                                                   | 0,34                                                  | —                                                     | RV                                                    | 2010                                                  | [ 84 ]                                                                                  |
| Gliese 367 [en]            | 30,719                     | 9,98                       | 0,45                       | Tahay [en]                                            | 0,55                                                  | 0,72                                                  | 0,0071                                                | 0,32                                                  | 0                                                     | 80,75                                                 | Trânsito                                              | 2021                                                  | [ 85 ]                                                                                  |
| Gliese 357 [en]#           | 30,776                     | 10,9                       | 0,34                       | b                                                     | 6,1                                                   | 1,17                                                  | 0,035                                                 | 3,93                                                  | 0,02                                                  | 88,92                                                 | Trânsito                                              | 2019                                                  | [ 23 ] [ 86 ]                                                                           |
| Gliese 357 [en]#           | 30,776                     | 10,9                       | 0,34                       | c                                                     | ≥3.6                                                  | —                                                     | 0,061                                                 | 9,13                                                  | 0,04                                                  | ~89?                                                  | RV                                                    | 2019                                                  | [ 23 ] [ 86 ]                                                                           |
| Gliese 357 [en]#           | 30,776                     | 10,9                       | 0,34                       | d [en]↑                                               | ≥7,7                                                  | —                                                     | 0,204                                                 | 55,7                                                  | 0,03                                                  | ~89?                                                  | RV                                                    | 2019                                                  | [ 23 ] [ 86 ]                                                                           |
| Gliese 176                 | 30,937                     | 10,1                       | 0,45                       | b                                                     | ≥8,0                                                  | —                                                     | 0,066                                                 | 8,77                                                  | 0,08                                                  | —                                                     | RV                                                    | 2007                                                  | 1 candidato em disputa                                                                  |
| GJ 3512 [en]#              | 30,976                     | 13,11                      | 0,123                      | b                                                     | ≥147                                                  | —                                                     | 0,338                                                 | 204                                                   | 0,44                                                  | —                                                     | RV                                                    | 2019                                                  | [ 89 ]                                                                                  |
| GJ 3512 [en]#              | 30,976                     | 13,11                      | 0,123                      | c                                                     | ≥54                                                   | —                                                     | >1,2                                                  | >1390                                                 | —                                                     | —                                                     | RV                                                    | 2019                                                  | [ 89 ]                                                                                  |
| Wolf 1069 [en]             | 31,229                     | 13,99                      | 0,167                      | b [en]↑                                               | ≥1,26                                                 | —                                                     | 0,0672                                                | 15,6                                                  | —                                                     | —                                                     | RV                                                    | 2023                                                  | [ 90 ]                                                                                  |
| AU Microscopii#            | 31,683                     | 8,63                       | 0,50                       | b                                                     | 17                                                    | 4,38                                                  | 0,0645                                                | 8,463                                                 | 0,10                                                  | 89,03                                                 | Trânsito                                              | 2020                                                  | [ 91 ] [ 92 ]                                                                           |
| AU Microscopii#            | 31,683                     | 8,63                       | 0,50                       | c                                                     | <28                                                   | 3,51                                                  | 0,1101                                                | 18,86                                                 | 0                                                     | 88,62                                                 | Trânsito                                              | 2020                                                  | [ 91 ] [ 92 ]                                                                           |
| Gliese 436                 | 31,882                     | 10,67                      | 0,41                       | Awohali                                               | 21,4                                                  | 4,33                                                  | 0,0280                                                | 2,64                                                  | 0,15                                                  | 85,8                                                  | RV                                                    | 2004                                                  | [ 93 ] [ 94 ]                                                                           |
| Gliese 49 [en]             | 32,158                     | 8,9                        | 0,57                       | b                                                     | ≥16,4                                                 | —                                                     | 0,106                                                 | 17,3                                                  | 0,03                                                  | —                                                     | RV                                                    | 2019                                                  | [ 95 ]                                                                                  |
| HD 260655 [en]#            | 32,608                     | 9,77                       | 0,439                      | b                                                     | 2,14                                                  | 1,240                                                 | 0,0293                                                | 2,780                                                 | 0,039                                                 | 87,35                                                 | Trânsito                                              | 2022                                                  | [ 96 ]                                                                                  |
| HD 260655 [en]#            | 32,608                     | 9,77                       | 0,439                      | c                                                     | 3,09                                                  | 1,533                                                 | 0,0475                                                | 5,706                                                 | 0,038                                                 | 87,79                                                 | Trânsito                                              | 2022                                                  | [ 96 ]                                                                                  |

## Objetos excluídos
Diferentemente dos corpos dentro do Sistema Solar, não há um método claramente estabelecido para reconhecer oficialmente um exoplaneta. De acordo com a União Astronômica Internacional, um exoplaneta deve ser considerado confirmado se não tiver sido contestado por cinco anos após sua descoberta. Houve exemplos em que a existência de exoplanetas foi proposta, mas, mesmo após estudos de acompanhamento, sua existência ainda é considerada duvidosa por alguns astrônomos. Esses casos incluem o Wolf 359 (7,9 ly, em 2019), LHS 288 (15,8 ly, em 2007),
e Gliese 682 (16,3 ly, em 2014).
Há também vários casos em que exoplanetas propostos foram posteriormente refutados por estudos subsequentes, incluindo candidatos ao redor de Alpha Centauri B (4,36 ly),
Estrela de Barnard (5,96 ly),
Estrela de Kapteyn (12,8 ly),
Estrela de van Maanen 2 [en] (14.1 ly),
Groombridge 1618 (15,9 ly),
AD Leonis (16,2 ly),
40 Eridani A (16,3 ly),
VB 10 [en] (19,3 ly), e Fomalhaut (25,1 ly).
Em 2021, um planeta candidato foi detectado em torno de Vega, embora ainda não tenha sido confirmado. Outro planeta candidato, Candidate 1, foi diretamente fotografado em torno de Alpha Centauri A, embora também possa ser um aglomerado de asteroides ou um artefato do mecanismo de descoberta. Planetas candidatos ao redor de Luyten 726-8 (8,77 ly) e GJ 3378 (25,2 ly) foram registrados em 2024.
O Grupo de Trabalho sobre Planetas Extrassolares da União Astronômica Internacional adotou em 2003 uma definição de trabalho sobre o limite superior do que constitui um planeta: não ser grande o suficiente para sustentar a fusão termonuclear de deutério. Alguns estudos calcularam que isso é algo em torno de 13 vezes a massa de Júpiter e, portanto, objetos mais maciços do que isso são geralmente classificados como anãs marrons. Alguns exoplanetas candidatos propostos demonstraram ser suficientemente grrandes para ficar acima do limite e, portanto, provavelmente são anãs marrons, como no caso de: SCR 1845-6357 B (13,1 ly), SDSS J1416+1348 B [en] (30,3 ly), e WISE 1217+1626 [en] (30 ly).
Excluídos da lista atual estão os exemplos conhecidos de potenciais subanãs marrons flutuantes, ou "planetas interestelares", que são corpos pequenos demais para sofrer fusão, mas que não giram em torno de uma estrela. Exemplos conhecidos incluem: WISE 0855-0714 (7,4 ly), UGPS 0722-05 [en], (13.4 ly) WISE 1541−2250 (18.6 ly), e SIMP J01365663+0933473 [en] (20,0 ly).